# Árvízvédelmi Rádió
Az Árvízvédelmi Rádió (tervezett: Árvíz FM) az MTVA gondozásában működött néhány hétig. A 2013-as áradások miatt létrehozott ideiglenes adó volt a Neo FM (korábban Sláger Rádió) egykori frekvenciacsomagján.

## Az egykori rádió egykori frekvenciái
- Budapest (Széchenyi-hegy) 100,8 Mhz,
- Csávoly 96,7 MHz,
- Győr 87,6 MHz,
- Kab-hegy 107,2 MHz,
- Kékes 95,5 MHz,
- Kiskőrös 88,4 MHz,
- Komádi 103,0 MHz,
- Miskolc 97,1 MHz,
- Nagykanizsa 90,2 MHz,
- Pécs 95,9 MHz,
- Sopron 96,8 MHz,
- Szeged 90,3 MHz,
- Szentes 100,4 MHz,
- Tokaj 97,5 MHz,
- Uzd 101,5 MHz,
- Vasvár 91,6 MHz